# Bernard Palacios
Bernard Palacios, né le 29 juin 1947 à Annecy est un réalisateur de films d'animation français.

## Filmographie - Réalisateur
Courts-métrages d'animation
- 1971 : Le Cagouine migrateur
- 1973 : Tour d'ivoire
- 1974 : Oiseau de nuit
- 1979 : Le Trouble-fête
- 1990 : Haut pays des neiges
- 2001 : La Belle au bois d'or

Séries d'animation
- 1986 : Au Bout du Crayon avec Gilles Burgard

## Filmographie - Décors
- 1984 : Gwen, le livre de sable de Jean-François Laguionie

## Récompenses
- 1977 : nomination de Oiseau de nuit aux César du meilleur court métrage d'animation et Prix au Festival International de Barcelone(Espagne)
- 1980 : nomination de Le Trouble-fête aux César du meilleur court métrage d'animation